# 姚任祥
任祥（1959年10月8日—），冠夫姓為姚任祥，生於台灣台北，曾為民歌手、現為作家及姚仁喜 | 大元建築工場 （页面存档备份，存于）的協同主持人/行政總監。丈夫為台灣建築師姚仁喜。2010年8月出版《傳家—中國人的生活智慧》套書，為「法鼓傳家」計畫募款，以公益募款之用。全書以春、夏、秋、冬四冊，探討中國自古以來因應節氣變化的飲食衣飾、詩詞戲劇、節氣養生、環保種植、家庭管理、家族變遷等文化之傳承。全書費時五年完成，廣受海內外讀者肯定；2021年12月出版了英文版。並於2020年6月出版《台北上河圖》套書，介紹她出生於成長的城市，再次以融合了歷史、故事與嶄新的圖繪，敘述對於她所生成長成城市的愛戀。

## 經歷
其父親為台灣前財政廳長任顯群，母親為京劇青衣祭酒顧正秋，姚任祥出生於台灣台北。幼年時期在台北的金山農場度過。念小學時才搬到台北市區。曾就讀世界新聞專科學校，後赴美，於1983年在加州服裝設計與商業學院（Fashion Institute of Design & Merchandising, FIDM）洛杉磯校區取得學士學位。

## 外部連結
- YouTube上的任祥 - 釵頭鳳
- 才女任祥編撰「傳家」　堪稱美的百科全書 （页面存档备份，存于）
- 中國人的生活智慧　任祥花五年寫27萬字 （页面存档备份，存于）
- London Book Fair 2023 （页面存档备份，存于）
- 《台北上河圖》200公尺畫台北百年史 （页面存档备份，存于）
- 《名人書房》姚任祥：我們跟其他物種不一樣的原因，大概就是因為有閱讀吧 （页面存档备份，存于）